# Aemilius Papinianus

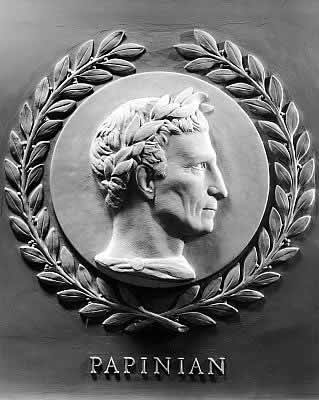
Aemilius Papinianus
was een Romeinse rechtsgeleerde

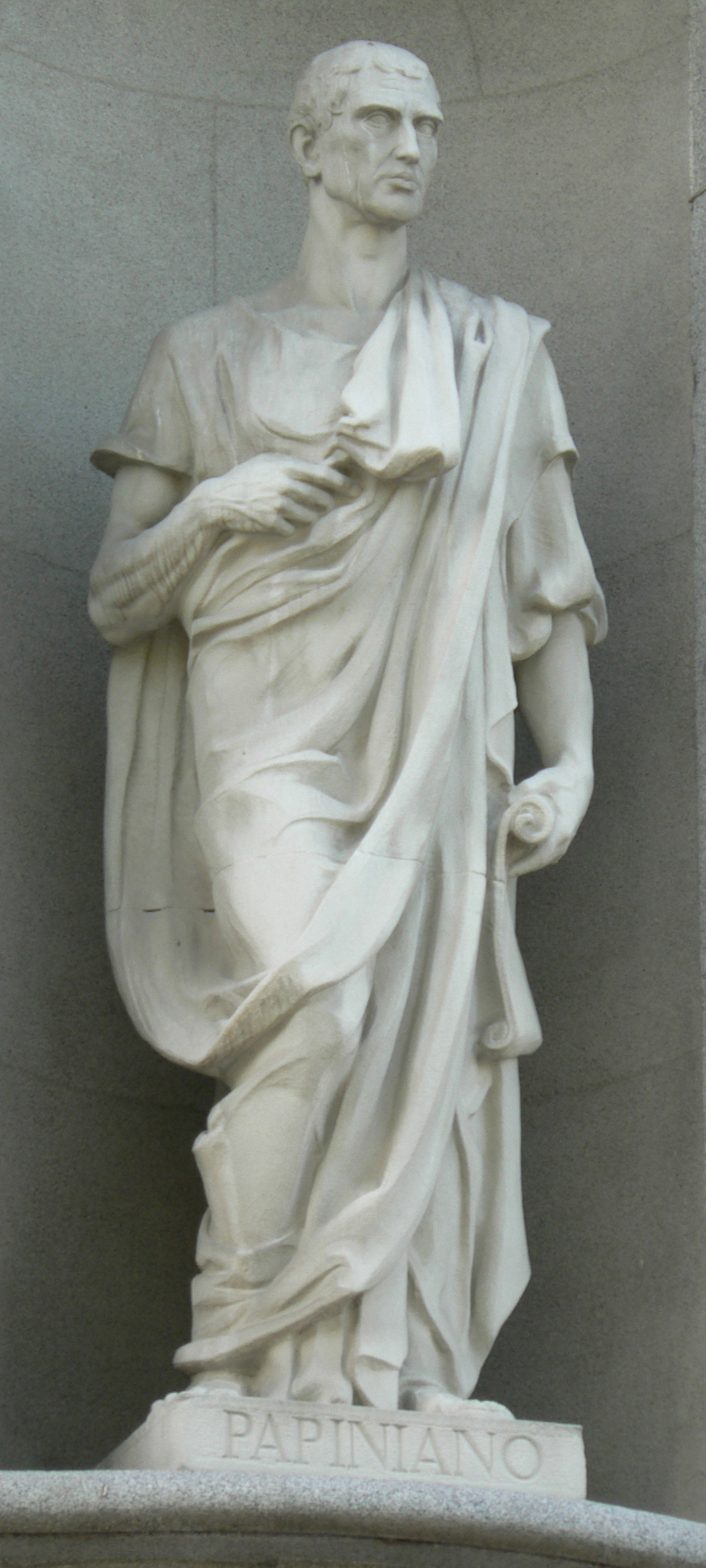
Standbeeld Aemilius Papinianus in Madrid

Aemilius Papinianus (ca. 150 – 212) was een vooraanstaand Romeinse rechtsgeleerde uit de 2de–3de eeuw na Christus. Van alle Romeinse rechtsgeleerden werd zijn mening vaak het meest gewaardeerd. Hij was een tijdgenoot van Paulus en Ulpianus, twee andere belangrijke juristen.

## Leven
Het is mogelijk dat Papinianus van Syrische afkomst was. 
Hij was mogelijk een leerling van Q. Cervidius Scaevola, doch ook dit is onzeker.
De eerste verwijzing die we vinden naar een officiële functie van Papinianus was onder de heerschappij van Marcus Aurelius (161-180). Hij oefende de functie uit van advocatus fisci, een ambtenaar wiens taak het was om de belangen van de belastingdiensten en de staatskas te verdedigen. 
De relatie tussen Papinianus en de latere keizer Septimius Severus (193-211) was zeer goed. Dit heeft mogelijk te maken met een verwantschap tussen Papinianus en Julia Domna, de vrouw van Septimius Severus. Aan Papinianus werden in ieder geval een aantal belangrijke functies gegeven.
Hij was onder andere libellorum magister, een ambtenaar of secretaris wiens taak het was om petities gericht aan de keizer te ontvangen, te lezen en te beantwoorden. 
Later werd hij benoemd tot praefectus praetorio, het hoofd van de pretoriaanse garde, een elitekorps van soldaten dat ter beschikking stond van de keizer en vaak een rol speelde in de benoeming van keizers. Septimius Severus had de vorige pretoriaanse garde ontbonden omdat zij hun keizer, Pertinax, hadden vermoord en het keizerschap hadden verkocht aan de meestbiedende. In de plaats daarvan kwam een nieuwe garde bestaande uit zijn eigen soldaten die werd aangevoerd door Papinianus. Zijn assessoren waren Paulus en Ulpianus die later ook belangrijke rechtsgeleerden zouden worden.
Papinianus vergezelde de keizer op zijn reizen en was waarschijnlijk bij hem in Britannia toen deze daar in 211 om het leven kwam. De dood van Septimius was een belangrijk keerpunt in zijn leven. Het bestuur van het rijk kwam in handen van de twee zoons van de keizer, Caracalla en Geta.
De twee keizers konden niet goed met elkaar opschieten. Hun moeder kon nog net verhinderen dat ze het rijk onder elkaar verdeelden in een westelijk en een oostelijk deel. Papinianus heeft waarschijnlijk geprobeerd tussen hen te bemiddelen.
Toen Geta steeds meer aanhangers begon te krijgen, besloot Caracalla om zijn broer te laten vermoorden. Tijdens een gesprek dat hun moeder had georganiseerd om hun geschillen bij te leggen werd Geta vermoord door soldaten van Caracalla. 
Na de moord op zijn broer hield Caracalla een grootscheepse vervolging onder de (vermeende) aanhangers van zijn vermoorde broer. Hier werd ook Papinianus het slachtoffer van. Hij werd onthoofd in het bijzijn van de keizer. Zijn dood is later het voorwerp geweest van romantische heroïsering.
De officiële reden om hem om te brengen was waarschijnlijk zijn weigering om de moord op Geta te verdedigen tegenover de senaat. De werkelijke oorzaken van zijn dood waren waarschijnlijk zijn kritische houding en zijn grote capaciteiten. Ook zijn zoon die op dat moment quaestor was werd omgebracht.

## Werken
Het oeuvre van Papinianus is relatief klein als we het vergelijken met de werken van andere grote juristen. Het bestond uit: 
- Quaestiones: 37 boeken
- Responsa: 19 boeken
- Definitiones: 2 boeken
- De Adulteriis: twee monografieën die handelen over echtbreuk
- Een verloren werk in het Grieks dat mogelijk handelde over de taken van de politie

Uit zijn werk zijn er een duizendtal fragmenten overgenomen in het Corpus Iuris Civilis, de bundeling van juridische teksten die werd opgesteld in opdracht van de Byzantijnse keizer Justinianus. Hij wordt vooral geciteerd door de rechtsgeleerden Paulus en Ulpianus. Ook Marcianus citeerde hem af en toe. Al deze auteurs hebben ook commentaren verzorgd bij zijn soms wat moeilijk toegankelijke werken. Op sommige punten weken zij van hem af.
Zijn stijl is soms moeilijk toegankelijk voor personen die niet vertrouwd zijn met zijn werk. Hij schrijft soms zeer beknopt en duister maar de studie van zijn werk is zeker niet zinloos.
Van alle rechtsgeleerden in de oudheid genoot hij het meeste aanzien. Dit is niet alleen te danken aan de hoge status die hij tijdens zijn leven verwierf maar ook aan het grote inzicht en diepgravende kennis die hij tentoonspreidde in zijn werken.
Een positief aspect van zijn werk is dat hij zich niet als onfeilbaar beschouwde. Hij geeft zelf aan dat hij op bepaalde punten van mening is veranderd vanwege betere argumenten die zich aandienden. Een andere positieve eigenschap die hij bezat was zijn scherpe kritische geest en zijn grote morele integriteit. Hij was soms zeer kritisch ten opzichte van tradities en voor eerdere auteurs als deze niet strookten met zijn morele principes.
De achting die men in de oudheid had voor Papinianus wordt treffend geïllustreerd door de Citeerwet die de keizers Theodosius II en Valentinianus III uitvaardigden in 426. Deze wet diende om rechters een leidraad te geven in de massa van juridische werken die er over bepaalde onderwerpen bestonden.
Deze wet stelde dat de adviezen van Papinianus samen met die van Ulpianus, Paulus, Modestinus en Gaius autoriteit hadden. Dit gold tevens voor de werken van anderen die door deze vijf juristen werden geciteerd. Wanneer deze vijf juristen van mening verschilden werd de mening van de meerderheid onder hen gevolgd. Als er echter geen consensus kon worden gevonden op deze manier kreeg de mening van Papinianus voorrang. Slechts als Papinianus zich ergens niet over had uitgesproken kon de rechter zijn eigen inzicht aanwenden.
Ook in het rechtsonderricht was zijn invloed groot. In de opleiding tot jurist, die vier jaar duurde, werden zijn responsa als onderdeel van de leerstof van het derde jaar bekeken. Derdejaarsstudenten werden dan ook naar hem Papinianistae genoemd.